# Ludwig Beausobre

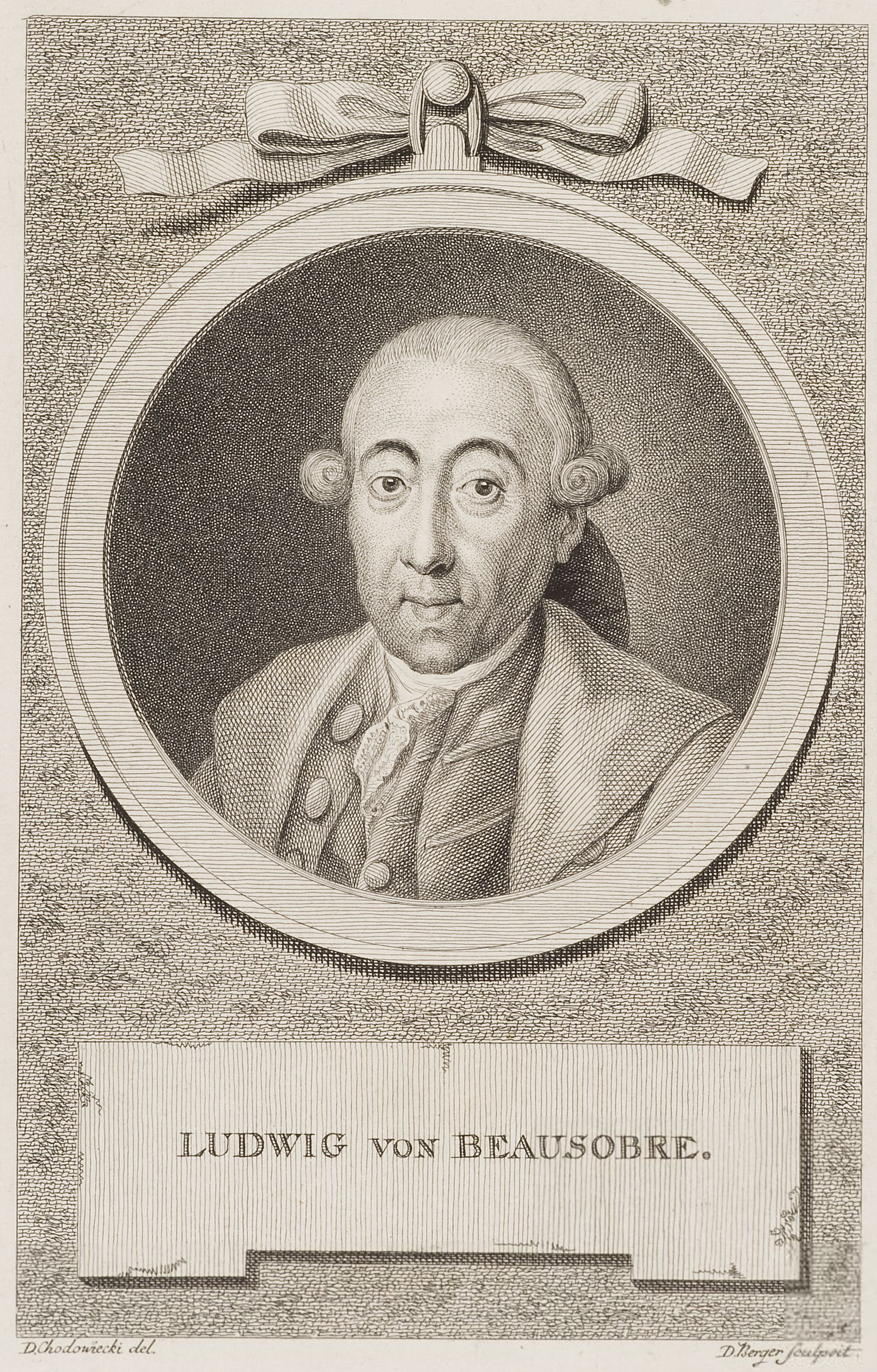
Ludwig Beausobre

Ludwig Beausobre (* 19. August 1730 in Berlin; † 3. Dezember 1783 ebenda), auch Louis de Beausobre sowie Ludwig von Beausobre, aus einer Hugenottenfamilie stammend, war ein Schriftsteller, Philosoph, Nationalökonom, Herausgeber und Übersetzer.

## Leben
Ludwig Beausobre wurde als Sohn des französischen Kirchenhistorikers Isaac de Beausobre und dessen zweiter Frau Charlotte Schwarz in Berlin geboren. Ludwig ist nicht zu verwechseln mit seinem Halbbruder, dem Theologen Charles-Louis de Beausobre (1690–1753). Dieser ältere Bruder Ludwigs war Pastor und Mitglied der Königlich Preußischen Sozietät der Wissenschaften.
Ludwig ging auf das Berliner Französische Gymnasium, wurde dort Schüler von Formey und studierte in Frankfurt an der Oder sowie schließlich in Paris Philosophie. Daraufhin kehrte er in seinen Geburtsort zurück.
Ludwig wurde bereits von Friedrich dem Großen gefördert, als der Monarch noch Kronprinz war. Ludwig erhielt dann 1755 Zugang zur oben genannten Akademie und wurde vom König erst zum Revisionsrat, später zum Mitglied des Ober-Consistoriums und zuletzt zum Geheimrat ernannt. 
Ludwig Beausobre publizierte zumeist auf Französisch und schrieb bisweilen unter den Pseudonymen Ugtvogt, le Docteur und le Chevalier.

## Deutschsprachige Schriften (Auswahl)
zusammen mit Andreas Sigismund Marggraf und Johann Gottlob Lehmann:
- Chemische Schriften. Berlin 1761

Übersetzer Franz Ulrich Albaum:
- Des Herrn Ludwig von Beausobre ... allgemeine Einleitung in die Kentniß der Politik, der Finanz und Handlungswissenschaft... mit einigen meist das russische Reich betreffenden Zugaben begleitet von Franz Ulrich Albaum ... Riga 1773

## Poesie
Ludwig Beausobre trat 1760 in Berlin als Mitherausgeber der Verschiedenen Gedichte (online – Internet Archive) hervor. 